# Dampierre-en-Bray
Dampierre-en-Bray – miejscowość i gmina we Francji, w regionie Normandia, w departamencie Sekwana Nadmorska. Nazwa miejscowości pochodzi od imienia św. Piotra.
Według danych na rok 1990 gminę zamieszkiwały 323 osoby, a gęstość zaludnienia wynosiła 25 osób/km² (wśród 1421 gmin Górnej Normandii Dampierre-en-Bray plasuje się na 592. miejscu pod względem liczby ludności, natomiast pod względem powierzchni na miejscu 213.).